# 선즈 오브 더 포레스트
선즈 오브 더 포레스트(Sons of the Forest)는 Endnight Games가 개발하고 Newnight가 배급한 생존 공포 비디오 게임이다. 2018년 비디오 게임 더 포레스트의 후속작으로, 실종된 CEO와 그의 가족을 찾아 미스터리한 섬으로 파견된 주인공이 식인 괴물들과 맞서 싸우고 깊숙한 지하에 묻혀 있는 고대 비밀을 밝혀내는 이야기를 다룬다. 이 게임은 2023년 2월 23일 스팀에서 마이크로소프트 윈도우용으로 앞서 해보기를 통해 출시되었으며, 2024년 2월 22일에 정식 출시되었다.

## 게임플레이
더 포레스트와 마찬가지로 선즈 오브 더 포레스트에서 플레이어는 식인 괴물들이 사는 섬에 좌초된 주인공을 조종한다. 플레이어는 생존을 돕기 위해 무기와 건물을 건설할 수 있다. 3D 프린팅과 같은 몇 가지 새로운 요소와 친근한 NPC가 추가되었다. 앞서 언급된 NPC 중 하나는 켈빈이라는 이름의 동료로, 청각 장애인이며 말을 할 수 없다. 플레이어는 종이에 적힌 명령을 켈빈에게 주어 제작 자원 수집이나 불 피우기와 같은 간단한 작업을 돕게 할 수 있다. 플레이어는 또한 전투 상황에서 도움을 주기 위해 무기를 장착할 수 있는 다리가 세 개, 팔이 세 개인 여성 버지니아를 만나게 된다. 버지니아는 게임 초반에 만날 수 있지만 처음에는 플레이어에게 매우 소심하며 자신의 일에 신경 쓰고 가끔 멀리서 플레이어를 관찰하러 오지만, 플레이어가 무기를 빼들어 해를 끼치지 않음을 보여 신뢰를 쌓으면 버지니아는 결국 합류한다. 이 게임의 지도는 전작보다 4배 더 크다. 이 게임은 최대 8명의 협동 멀티플레이어를 지원하지만, 플레이어는 게임을 혼자서 플레이할 수도 있다. 플레이어의 행동에 따라 다른 엔딩을 볼 수 있다.

## 줄거리
더 포레스트 사건이 발생한 지 여러 해가 지난 후, PuffCorp에 고용된 민간 군사 계약자 팀이 몇 달 동안 실종된 에드워드 퍼프턴(PuffCorp의 설립자이자 CEO)과 그의 아내 바버라, 그리고 그의 20세 딸 버지니아를 찾기 위해 "사이트 2"라고 불리는 섬으로 파견된다. 플레이어 캐릭터인 잭 홀트는 유명한 언론인이자 에드워드의 개인적인 친구로, 팀에 동행한다. 팀의 헬리콥터는 미상의 공격자에게 격추된다. 잭은 추락에서 살아남지만, 실버 코트를 입은 한 남자인 지안유 장에게 기절당한다. 지안유 장은 전 PuffCorp 직원이자 사이트 1 사건의 원인인 사하라 테라퓨틱스에서 일하고 있다. 잭은 추락으로 청각 장애와 정신적 손상을 입은 다른 생존자 팀원인 켈빈과 함께 깨어난다.
잭과 켈빈은 함께 캠프를 차리고 섬에서 생존하기 위한 자원을 얻고, 식인 부족과 지하 뮤턴트로부터 스스로를 방어한다. 또한 뮤턴트가 되었지만 어떻게든 인간성을 유지한 버지니아도 합류한다. 잭이 섬을 탐험하면서 그는 광대한 동굴 시스템, 지하 벙커, 호화로운 시설, 그리고 진보된 문명의 증거를 보여주는 고대 건축물을 발견한다. 그는 도중에 발견한 문서들을 통해 PuffCorp이 리조트로 개발한다는 명목으로 섬을 인수했지만, 실제로는 "큐브"라고 알려진 유물을 차지하기 위해 사하라 테라퓨틱스와 비밀리에 경쟁하고 있다는 사실을 알게 된다. 여기에는 큐브와 섬의 다른 유적을 구성하는 희귀하고 이전에 발견되지 않은 금색 광석인 "솔라파이트"가 포함되며, 이는 약효가 있는 것으로 밝혀진다. 잭은 결국 리조트 손님 전체가 저녁 파티에서 갑자기 뮤턴트로 변하는 것을 보여주는 감시 영상을 발견한다. 에드워드와 바버라 퍼프턴도 그들 중 하나였으며, 잭은 그들을 발견했을 때 어쩔 수 없이 그들을 죽여야만 했다.
잭은 또한 유명한 사이트 1 사건의 생존자인 에릭과 티미 르블랑을 만난다. 그들은 티미의 통제할 수 없는 돌연변이를 치료하기 위해 큐브를 찾아왔다. 지안유와의 대치 중에 그들과 헤어진 잭은 큐브가 다른 차원을 이동할 수 있으며, 태음 주기 8번마다 "활성화"되고, 유일한 안전한 피난처는 큐브 안에 있다는 것을 알게 된다. 그 후 큐브의 활성화가 섬 전체에 대규모 돌연변이를 일으켜 식인 괴물과 뮤턴트를 만들었고, 다음 활성화가 곧 있을 예정이라는 결론에 도달한다.
VIP 벙커에서 잭은 티미와 재회하고 함께 지하를 통해 큐브로 향한다. 그들은 지안유를 밖에 가두고 큐브가 닫히기 직전에 안으로 들어가는 데 성공한다. 큐브가 활성화될 때, 티미는 발작을 일으키고 잠시 여러 버전의 자신으로 분열된 후 큐브는 그들에게 미래의 외계 도시의 환상을 보여준다. 큐브는 비활성화되고 타이머를 재설정하며 다시 열려 지안유가 거대한 괴물로 변이한 것을 보여준다. 잭과 티미는 헬리콥터가 도착하는 것을 보기 위해 지표면으로 돌아오지만, 지안유와 싸워야 한다. 그를 물리친 후, 플레이어가 발견한 유물은 잭의 배낭을 빼앗고 그를 다시 유혹하려고 한다. 여러 가지 엔딩이 가능하다:
- 플레이어가 배낭을 되찾기로 결정하거나 단순히 기다린다면, 잭은 섬에 남기로 결정하고 르블랑 가족은 그 없이 떠난다.
- 플레이어가 헬리콥터에 탑승하기로 결정하면 잭은 르블랑 가족과 함께 섬을 떠난다. 에필로그에서 티미는 솔라파이트 샘플을 의사에게 보여준다. 그런 다음 일련의 뉴스 기사들은 티미가 자신의 제약 회사의 CEO가 되어 솔라파이트로 만든 의약품으로 이익을 얻고, 이로 인해 그의 돌연변이도 치료되었다는 것을 밝힌다. 잭은 사이트 2에서의 경험에 대한 성공적인 책을 출간하고, 티미는 솔라파이트가 풍부한 또 다른 섬을 발견하지만, 미스터리하게 사라지고 섬과의 연락이 끊긴다.
- 켈빈과 버지니아가 살아남았다면 그들은 큐브 안에서 잭에게 합류하고, 플레이어가 선택하면 헬리콥터에도 탑승한다. 그러면 그들의 각기 다른 엔딩이 에필로그에 포함된다: 버지니아는 돌연변이가 치료되고, 켈빈은 정신적 손상을 입은 채로 남지만 잭과 가까운 친구가 된다. 5개월 후, 켈빈과 임신한 버지니아는 잭과 함께 그의 스포츠카를 타고 드라이브를 즐긴다.

## 개발
선즈 오브 더 포레스트는 두 번 연기되었다. 2019년 12월에 발표된 이 게임은 초기 출시일이 2022년 5월이었다. 2022년 3월 25일, 개발사 Endnight Games는 "생존 게임의 다음 단계에 대한 우리의 비전을 전달하기 위해" 게임이 그해 10월로 연기되었다고 밝혔다. 그해 8월, 게임은 최종 출시일인 2023년 2월 23일로 다시 연기되었다. 이후 2023년 2월 3일, 게임이 추가 연기를 피하기 위해 앞서 해보기로 출시될 것이라고 발표되었다.
2023년 11월 29일, Endnight Games는 주요 게임 플레이 및 스토리 업데이트를 포함하는 게임의 1.0 버전이 2024년 2월 22일에 출시될 것이라고 발표했다.

## 평가
선즈 오브 더 포레스트는 리뷰 애그리게이터 웹사이트 메타크리틱에 따르면 비평가들로부터 "전반적으로 호평"을 받았다.
선즈 오브 더 포레스트는 스팀에서 가장 많이 위시리스트에 추가된 게임으로 스타필드를 넘어섰다. 게임은 출시 24시간 만에 200만 장 이상 판매되었으며, 출시 당일 스팀에서 250,000명 이상의 동시 접속자를 기록했다. 당시 스팀에서 가장 많이 팔린 게임이 되었다.
IGN은 선즈 오브 더 포레스트가 "전작의 장점을 모두 가져와 조금 더 좋게 만들었다"고 평가하며 개선된 AI, 더 큰 지도, 그래픽을 장점으로 꼽았지만, 최적화 부족과 미완성된 스토리를 지적했다.
GamingBolt는 선즈 오브 더 포레스트가 "흥미롭고 몰입감 있으며 아름답다 (...) 매우 무섭고 콘텐츠가 가득하다"고 언급하며, 앞서 해보기 출시 시점에는 미완성이었음에도 불구하고 게임이 성공적이며 "절대적으로 시간을 들일 가치가 있다"고 주장했다. 최종적으로 "진행 중인 위대함"이라고 불렀다.

### 수상 내역
| 날짜             | 시상식           | 부문                            | 결과 | 출처   |
| ---------------- | ---------------- | ------------------------------- | ---- | ------ |
| 2024년 12월 31일 | The Steam Awards | 친구와 함께 하면 더 즐거운 게임 | 후보 | [ 26 ] |

## 참고
1. ↑  Released into 앞서 해보기: 2023년 2월 23일